# Rich Man, Poor Girl
Rich Man, Poor Girl is een Amerikaanse filmkomedie uit 1938 onder regie van Reinhold Schünzel. De film is gebaseerd op het toneelstuk White Collars uit 1923 van Edith Ellis en is tevens een remake van een eerdere verfilming, The Idle Rich (1929). 
Destijds werd de film in Nederland uitgebracht onder de titel Rijkdom is geen schande.

## Verhaal
Bill Harrison is een zakenman die miljoenen bezit. Hij is smoorverliefd op zijn hardwerkende secretaresse Joan Thayer en doet een huwelijksaanzoek. Joan is echter van mening dat hij niet alleen met haar zal trouwen, maar ook met haar familie, waarmee hij vooraf kennis moet maken. Bill wordt met open armen ontvangen, behalve door neef Henry, die voortdurend praat over de rechten van de kleine middenstand. Henry heeft een hartgrondige afkeer van mensen die nooit geldzorgen hebben gehad. Vastberaden om met Joan te trouwen, beseft Bill dat hij niets anders kan doen dan proberen neef Henry te overtuigen van zijn goede bedoelingen.
Bill gaat zo ver dat hij als commensaal bij de familie in huis komt wonen, waar hij op een piepende divan moet slapen en samen met de familie de maaltijden gebruikt. Ondertussen stuiten al zijn pogingen om deze familie vooruit te helpen op hun kleinburgerlijke trots en het klassenbewustzijn van neef Henry. Zo helpt Bill Henry - zonder dat Henry hiervan op de hoogte is - aan een baan in Brazilië. Zodra Henry echter achter de waarheid komt, wijst hij het aanbod alsnog af. De liefde van de rijke jongeman blijkt echter sterker te zijn dan de vurige principes van de idealistische neef. Precies op het moment dat alles dreigt mis te lopen en de hele familie om verschillende redenen wordt ontslagen of dreigt te worden ontslagen door hun diverse bazen, bedenkt de jonge miljonair een plan waardoor alle familieleden zich overgeven en hem de gelegenheid geven om met volle handen de weldaden uit te delen die ze tot dan toe uit trots hebben geweigerd te accepteren.
Bill kondigt aan dat hij zijn fortuin heeft gedoneerd aan het goede doel, tot groot ongenoegen van zijn zus Sally, die hem daarop in de rechtbank als geestesziek probeert te laten verklaren. Nog diezelfde dag worden Joans vader en broer Frank ontslagen en vrezen ze de financiële gevolgen. Bill en Sally onthullen vervolgens dat de aankondiging van de donatie een list was om de familie te laten inzien dat zij meer om geld en klasse geven dan Bill en Sally zelf. Daarna biedt hij Bill en Henry een baan aan en trouwt nog diezelfde dag met Joan.

## Rolverdeling
- Robert Young als Bill Harrison
- Lew Ayres als Henry Thayer
- Ruth Hussey als Joan Thayer
- Lana Turner als Helen
- Rita Johnson als Sally Harrison
- Don Castle als Frank
- Guy Kibbee als Pa
- Sarah Padden als Ma
- Gordon Jones als Tom Grogan
- Virginia Grey als Miss Selma Willis
- Marie Blake als Mrs. Gussler

## Productie
Het verhaal van de film heeft veel gemeen met die van You Can't Take It with You (1938) en geruchten gaan dat deze film er als tegenhanger van werd gemaakt. Aanvankelijk zouden de rollen van Bill Harrison en Joan Thayer worden vertolkt door Franchot Tone en Lana Turner. Turner verscheen weliswaar in de film, maar werd gedegradeerd tot een bijrol. Voor haar vervangster Ruth Hussey betekende deze rol haar allereerste hoofdrol.
Regisseur Reinhold Schünzel filmde de scènes in vier weken tijd - van eind juni tot en met eind juli 1938, waarmee de draaiperiode eerder dan verwacht werd afgerond. Zodoende verscheen deze film nog voor You Can't Take It with You in de bioscopen.

## Ontvangst
De film kreeg destijds positieve kritieken van de Nederlandse pers. Recensent van Het Vaderland schreef: "Een goedgespeelde film waarin Ruth Hussey [..] zich een veelbelovende actrice toont, waarin Robert Young met zijn natuurlijk en sympathiek spel een uitnemende vertolking van de rijke Bill geeft en waarin alle verdere rollen zowel wat het type van de acteur betreft als wat zijn prestaties aangaat ten zeerste voldoen. Entertainment van de bovenste plank aldus, dat we iedereen van harte kunnen aanbevelen."
Criticus van De Maasbode noemde het "een onderhoudende en vermakelijke film" en schreef dat de regisseur het "op bijzonder kundige wijze in scène [heeft] gezet". Recensent van het Algemeen Handelsblad uitte bewondering voor het dialoog, die "vermakelijk en raak" is, "geen woord te  veel, en geen woord te weinig". Criticus van De Telegraaf noemde de film "een goede komedie met uitstekend spel, psychologisch even raak als dat het temperamentvol is".